# Karlstads TK
Karlstads TK är en tennisklubb i Karlstad. Den bildades år 1923 som Karlstads lawntennisklubb. Herrlaget har som merit en tredje plats i utomhus lag-SM.[källa behövs]
Tennisklubben bedriver sin verksamhet i Karlstad Racketcenter, där det finns tre inomhusbanor och fyra grusbanor utomhus.